# Nadleśnictwo Głęboki Bród
Nadleśnictwo Głęboki Bród – jednostka organizacyjna Lasów Państwowych podległa Regionalnej Dyrekcji Lasów Państwowych w Białymstoku. Siedziba nadleśnictwa znajduje się w Głębokim Brodzie, w powiecie sejneńskim, w województwie podlaskim. Jego lasy stanowią część Puszczy Augustowskiej. Sąsiaduję z Wigierskim Parkiem Narodowym.
Nadleśnictwo obejmuje część powiatów sejneńskiego i augustowskiego.

## Historia
30 grudnia 1972 do nadleśnictwa Głęboki Bród włączono nadleśnictwo Maćkowa Ruda. W 1988 4283,37 ha nadleśnictwa włączono do nowo powstałego Wigierskiego Parku Narodowego.

## Ochrona przyrody
Na terenie nadleśnictwa znajdują się dwa obszary chronionego krajobrazu: OChK Puszcza i Jeziora Augustowskie oraz OChK Pojezierze Suwalskie. Brak rezerwatów przyrody.

## Drzewostany
Typy siedliskowe lasów nadleśnictwa (z ich udziałem procentowym):
- bory 87%
- lasy 12%
- olsy 1%

Gatunki lasotwórcze lasów nadleśnictwa (z ich udziałem procentowym):
- sosna 95%
- świerk 3%
- brzoza 1%
- pozostałe 1%

Przeciętna zasobność drzewostanów nadleśnictwa wynosi ponad 332 m³/ha, a przeciętny wiek 66 lat.